# (145453) 2005 RR43
2005 أر أر 43 (ويعرف أيضًا باسم (145453) 2005 أر أر 43 وفق تسمية الكوكب الصغير) (بالإنجليزية: 2005 RR43)‏ هو كويكب ضمن حزام الكويكبات؛ وترتيبه 145453 من حيث الاكتشاف.
اكتُشف هذا الجُرم الفلكي بواسطة آدم بلوك ‏ في 9 سبتمبر 2005.

## وصلات خارجية
- (145453) 2005 RR43 في قاعدة بيانات مختبر الدفع النفاث لأجرام النظام الشمسي الصغيرة

- الاكتشاف · مخطط المدار ·  العناصر المدارية · المعلمات المادية

- (145453) 2005 RR43 على موقع ويكي سكاي: DSS2, SDSS, GALEX, IRAS, Hydrogen α, X-Ray, Astrophoto, Sky Map, Articles and images